# Panes
Panes ist eine Parroquia in der Gemeinde Peñamellera Baja der autonomen Region Asturien. Der Ort ist Verwaltungssitz der Gemeinde.

## Geographie
Die Parroquia mit ihren 573 Einwohnern (Stand: 2020) liegt auf 33 bis 50 Meter ü. d. M. am RÍo Deva. Die Parroquia Panes umfasst mehrere Weiler und Dörfer.

## Weiler und Dörfer
- Cimiano 60 Einwohner (2011) 43° 19′ 30″ N, 4° 34′ 29″ W
- Colosia 16 Einwohner (2011) 43° 19′ 8″ N, 4° 35′ 53″ W
- Panes 431 Einwohner (2011)
- Suarías 61 Einwohner (2011) 43° 18′ 39″ N, 4° 35′ 24″ W

## Feste
Viele Veranstaltungen das ganze Jahr über. Siehe hier der Veranstaltungskalender.

## Klima
Der Sommer ist angenehm mild, aber auch sehr feucht. Der Winter ist ebenfalls mild und nur in den Hochlagen streng.
Temperaturen im Februar 2007 3 - 9 °C
Temperaturen im August 2007 19 - 25 °C

## Sehenswürdigkeiten

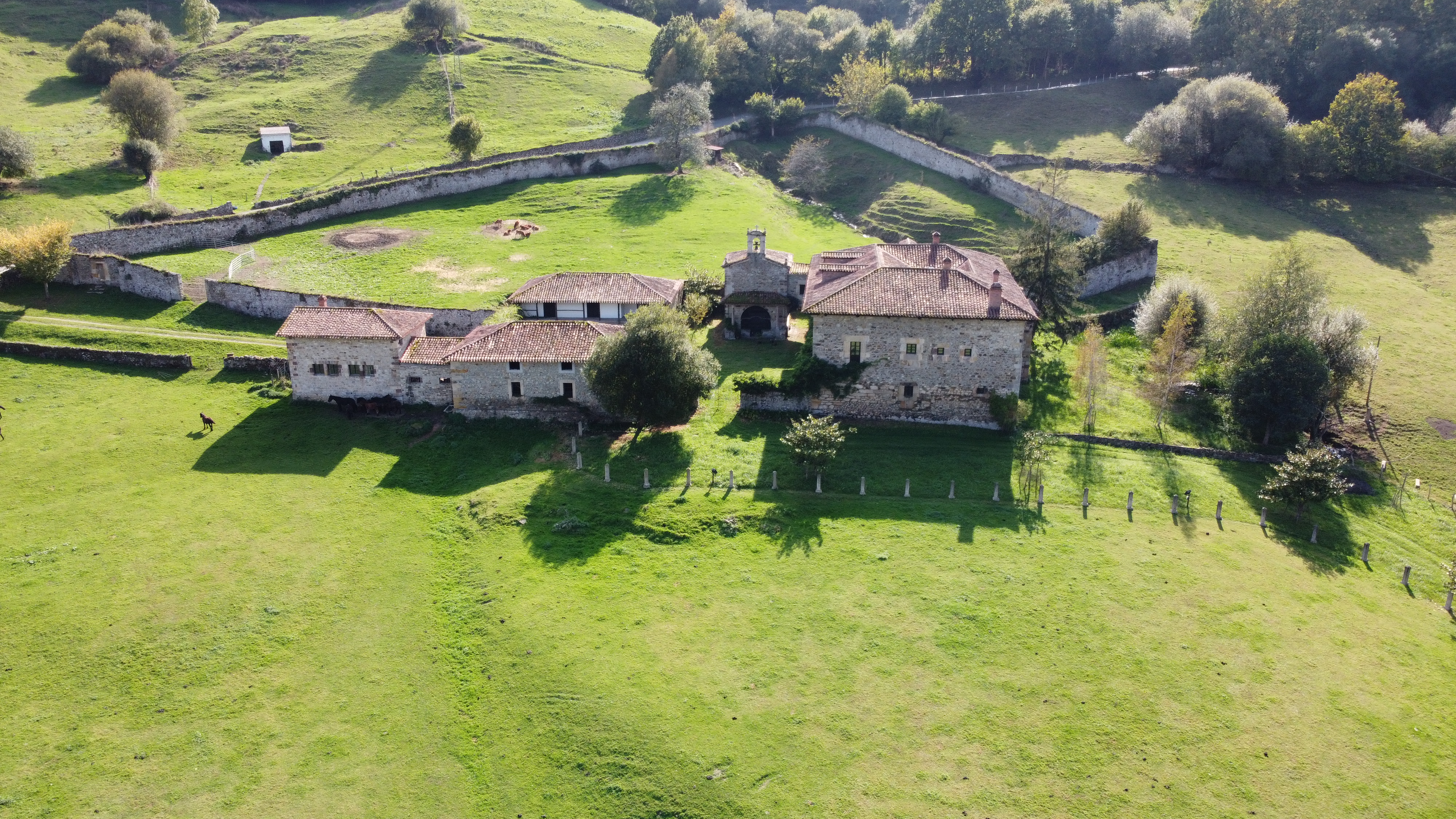
Palacio de San Román en Panes

- Iglesia (Kirche) de San Juan im Ortsteil Ciliergo, erbaut im 13. Jahrhundert.
- Iglesia (Kirche) de San Vicente
- Palacio (Hofgut) de San Román de Panes aus dem 16. Jahrhundert
- Museo de los Bolos (Schreiner/Drechseler) de Asturias